# Олешня (притока Ворскли)
Оле́шня — річка в Україні, в межах Охтирського району Сумської області. Права притока Ворскли (басейн Дніпра).

## Опис

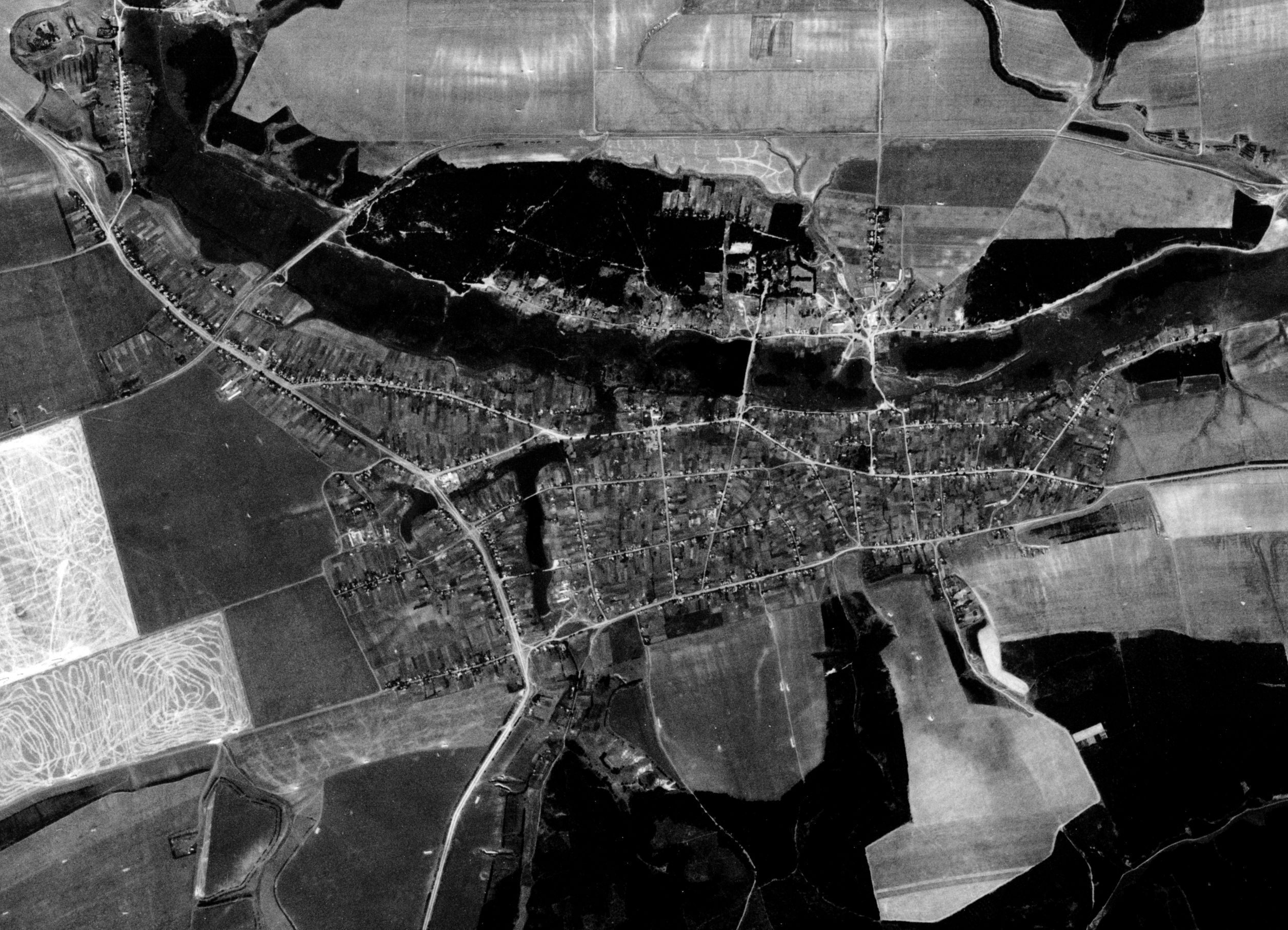
Олешня 1966 рік

Довжина річки 25 км. Річище слабозвивисте. Заплава у верхній та нижній течії місцями заболочена. Правий берег долини річки значно вищий від лівого.

## Розташування
Олешня бере початок на північній околиці села Артемо-Растівки. Тече спершу переважно на південь, між селами Олешня і Садки — на схід, далі на південний схід і південь. Впадає до Ворскли на північ від села Пристані, що на північний захід від міста Охтирки. 
На річці розташовані села: Артемо-Растівка, Золотарівка, Мартинівка Тростянецької міської громади, Олешня, Садки, Лисе, Нове, Пасіки Чупахівської селищної громади, Стара Іванівка, Піски Охтирської міської громади.

## Притоки

### Праві
- Балка Широка - балка у Тростянецькій громаді, починається на південному сході від колишнього села Хмелівець, тече на південний схід і впадає в Олешню у селі Золотарівка.
- Балка Оріхова - балка у Чупахівській громаді, впадає в річку Олешню у селі Олешня
- Балка Вовча - балка у Чупахівській громаді, починається на півночі від села Новопостроєне, тече переважно на північний схід через села Горяйстівка та Лисе і впадає в Олешню поблизу села Нове
- Яр Рогатий - яр на межі Чупахівської та Охтирської громад, починається на околиці села Будне, тече переважно на північний схід і впадає в Олешню на північній околиці села Стара Іванівка
  - Яр Крутий - права притока яру Рогатого в Охтирській міській громаді
- Балка Іржавець - балка в Охтирській громаді, впадає в Олешню на південній околиці села Стара Іванівка

### Ліві
- Яр Сухий - яр у Тростянецькій громаді, впадає в Олешню північніше села Артемо-Растівка
- Яр Нарисний - яр у Тростянецькій громаді, впадає в Олешню у селі Мартинівка
  - Яр Кисличний - права притока Яру Нарисного
- Балка Виднага - балка у Тростянецькій громаді, впадає в Олешню у селі Мартинівка
- Яр Байбарів - яр на межі Тростянецької і Чупахівської громади, впадає в Олешню на південній околиці села Мартинівка
- Буймер
- Балка Санна - балка в Охтирській громаді, впадає в Олешню на південній околиці села Стара Іванівка
- Балка Дубовик - балка в Охтирській громаді, впадає в Олешню на південній околиці села Стара Іванівка